# البوذية في المغرب
البوذية في المغرب هي أقليات دينية صغيرة في المملكة المغربية. تتراوح تقديرات عدد البوذيين في المغرب من بضع عشرات إلى أقل من 0.01٪ من السكان (أو حوالي 3000 شخص). يُقدِّر مركز بيو للأبحاث عدد البوذيين في المغرب بحوالي 0.1٪.
الغالبية العظمى من البوذيين في المغرب هم أجانب، خاصة من فيتنام وإندونيسيا وكمبوديا. وهناك مزارات بوذية مُقدَّسة في الرباط والدار البيضاء.